# ساخوب جوراييف
ساخوب جوراييف (19 يناير 1987 بجيزك في أوزبكستان - ) هو لاعب كرة قدم أوزبكستاني في مركز الدفاع. شارك مع منتخب أوزبكستان لكرة القدم. أما مع النوادي، فقد لعب مع نادي بونيودكور ونادي لوكوموتيف طشقند ونادي سوغديانا جيزك واجمك اف سي.

## روابط خارجية
- ساخوب جوراييف على موقع ناشيونال فوتبول تيمز (الإنجليزية)
- ساخوب جوراييف على موقع Soccerway.com (الإنجليزية)